# Jean-Paul Dubois (rugby à XV)
Pour les articles homonymes, voir Jean-Paul Dubois et Dubois.
Pas d'image ? Cliquez ici

a Compétitions nationales et continentales officielles uniquement.

Jean-Paul Dubois, né le 8 mars 1983 à Narbonne, est un joueur français de rugby à XV évoluant au poste de troisième ligne centre.

## Clubs successifs
- Jusqu'en 2006 : RC Narbonne (Top 16)
- 2006 : Valence sportif (Fédérale 1)
- 2007 : Pumas (Vodacom Cup)
- depuis 2007 : Riwaka RFC

## Palmarès

### En club
- Champion de France scolaire
- Vice-champion de France Crabos en 1999

### En sélection nationale
- International de rugby à sept : participation aux tournois à 7 2006 (Wellington, Los Angeles)
- International universitaire : 
  - 2006 : champion du monde universitaire de rugby à sept en Italie, 1 sélection en rugby à XV (Angleterre)